# Osztrák festők listája
- Erika Abels d’Albert  (1896–1975)
- Jakob Alt (1789–1872) akvarellista
- Rudolf von Alt  (1812–1905)
- Christian Ludwig Attersee (1940–)
- Karl Bednarik (1915–2001)
- Hubert Berchtold (1922–1983)
- Carl Theodor von Blaas (1886–1960)
- Helene von Blaas (1895–1985)
- Julius von Blaas [Ismert még: Giulio von Blaas és Julius von Blaas, der Ältere] (1845–1922) olasz festőként is számon tartják.
- Karl von Blaas (1815–1894)
- Arik Brauer (1929–2021)
- Günter Brus (1938–2024)
- Hans Canon (1829–1885)
- Moritz Michael Daffinger (1790–1849)
- Franz Defregger (1835–1921)
- Albin Egger-Lienz (1868–1926)
- Thomas Ender (1793–1875)
- Franz Eybl (1806–1880)
- Anton Faistauer (1887–1930)
- Ernst Fuchs (1930–2015)
- Joseph von Führich (1800–1876)
- Hanns Gasser (1817–1868)
- Richard Gerstl (1883–1908)
- Bruno Gironcoli (1936–2010)
- Helmuth Gräff (1958–)
- Matthias Laurenz Gräff
- Daniel Gran (1694–1757)
- Rudolf Hausner (1914–1995)
- Gottfried Helnwein (1948–)
- Adolf Hitler (1889–1945)
- Alfred Hrdlicka (1928–2009)
- Wolf Huber (1495–1553)
- Friedensreich Hundertwasser (1928–2000)
- Franz Jaschke (1775–1842)
- Angelika Kauffmann (1741–1807)
- Josef Klieber (1773–1850)
- Gustav Klimt (1862–1918)
- Oskar Kokoschka (1886–1980)
- Johann Lucas Kracker (1719–1779)
- Josef Kriehuber (1800–1876)
- Alfred Kubin (1877–1959)
- Leopold Kupelwieser (1796–1862)
- Maria Lassnig (1919–2014)
- Anna Mahler (1904–1988)
- Hans Makart (1840–1884)
- Franz Anton Maulbertsch (1724–1796)
- Gabriel von Max (1840–1915)
- Martin van Meytens (1695–1770)
- Koloman Moser (1868–1918)
- Hermann Nitsch (1938–2022)
- Max Oppenheimer (1885–1954)
- Michael Pacher (~1430/1435 k.–1498)
- Julius von Payer (1841–1915)
- August von Pettenkofen (1822–1889)
- Anton Romako (1832–1889)
- Johann Michael Rottmayr (1656–1730)
- Egon Schiele (1890–1918)
- Erich Sokol (1933–2003)
- Adalbert Stifter (1805–1868)
- Hugo Ströhl (1851–1919)
- Paul Troger (1698–1762)
- Ferdinand Georg Waldmüller (1793–1865)
- Max Weiler (1910–2001)